# 塞舌爾國家公園列表

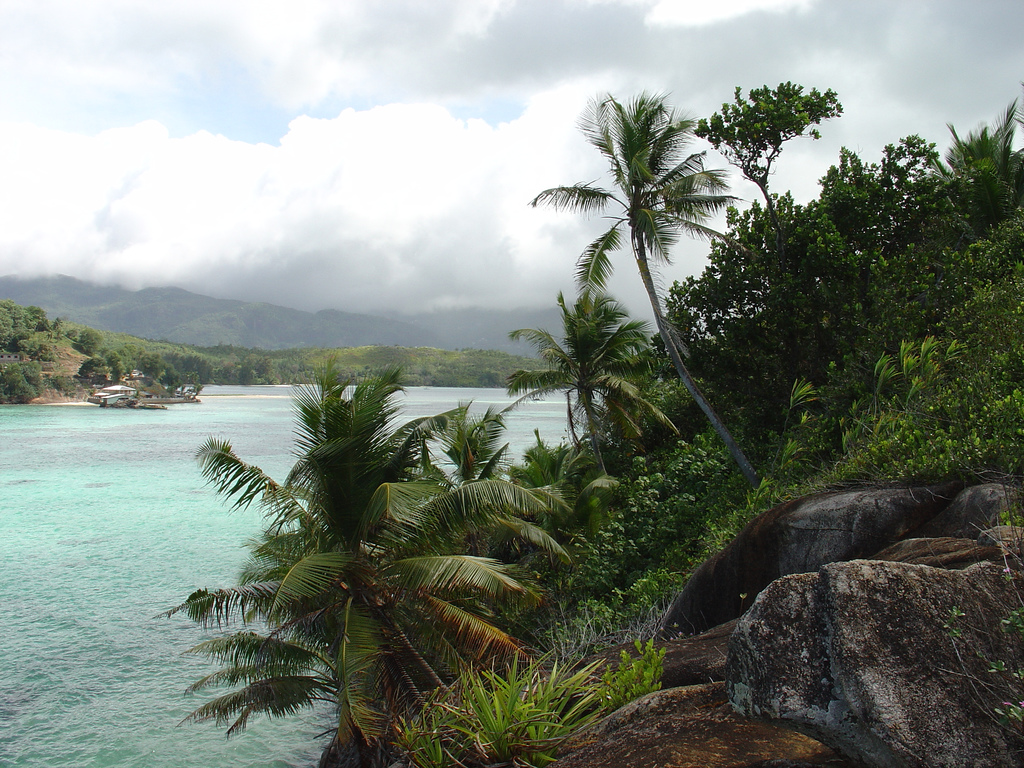
位于史蒂文·安妮海洋國家公園的中島

塞舌爾有两个陆地国家公园和六个海洋国家公园。 公園由隸屬於環境部的塞舌爾國家環境委員會（SNEC）管理。

## 国家公园

### 陆地
- 莫恩塞舌爾國家公園
- 普拉斯林國家公園

### 海洋
- 貝內泰海洋國家公園
- 屈里厄斯國家公園
- Ile Coco Marine National Park
- Port Launay Marine National Park
- 錫盧埃特島国家海洋公园
- 史蒂文·安妮海洋國家公園